# FC Inter Moengotapoe
Il Football Club Inter Moengotapoe è una squadra di calcio professionistica del Suriname, che milita nella serie maggiore del paese, ovvero nel Hoofdklasse. Il club ha sede nella città di Moengotapoe, e gioca le partite in casa nel Ronnie Brunswijkstadion.

## Storia
Nata il 1º gennaio 1992, l'Inter Moengotapoe è una delle squadre più forti in Suriname, durante i suoi anni di vita ha vinto il massimo campionato surinamense 10 volte, vincendolo nel 2006, nel 2007, nel 2009, nel 2010, e dal 2012 fino al 2017 ed infine nel 2019. È la terza squadra del paese per trofei vinti, 19. 
Il club ha partecipato nove volte alla CFU Club Championship, senza peò mai riuscire a qualificarsi alla CONCACAF Champions League.
Il 21 settembre 2021, a sessant'anni e 198 giorni di età, ha esordito in squadra il presidente e proprietario del club Ronnie Brunswijk, nell'incontro valido per gli ottavi di finale della CONCACAF League 2021 contro gli honduregni dell'Olimpia. Per la cronaca la partita si è conclusa con una rovinosa sconfitta casalinga per 6 a 0.
Il 25 settembre seguente la CONCACAF ha squalificato dalla competizione entrambe le squadre, oltre che sospendere per tre anni il presidente Brunswijk da tutte le competizioni dell'organizzazione nordamericana, poiché venne diffuso un video girato nel post-partita in cui si vedeva il già citato Brunswijk distribuire denaro ai giocatori ed allo staff dell'Olimpia.

## Palmarès

### Competizioni nazionali
- Hoofdklasse surinamense: 10

2006–2007, 2007–2008, 2009–2010, 2010–2011, 2012–2013, 2013–2014, 2014–2015, 2015–2016, 2016–2017, 2018–2019

### Altri piazzamenti
- SVB Beker:

Finalista: 2006, 2009
- Campionato per club CFU:

Semifinalista: 2004
- CONCACAF Caribbean Shield:

Finalista: 2018, 2022